# 三阳桥水库
三阳桥水库是中国广东省湛江市徐闻县境内的一座水库，位于迈陈河上，建于1959年。水库正常库容为1543万立方米，平均水深为7.20米，集雨面积为32平方千米，海拔为78米。